# Франсиско Гарай
Франсиско де Гарай (на испански: Francisco de Garay) е испански конкистадор, изследовател, вторият губернатор на остров Ямайка и един от най-богатите колонисти на Америка.

## Ранни години (1475 – 1514)
Роден е около 1475 г. в Сопуерта, провинция Биская, Испания. През 1493 г. участва във второто плаване на Христофор Колумб до Новия свят.

## Губернатор на Ямайка (1514 – 1523)
От 1514 до 1523 е губернатор на Ямайка, като по време на неговото управление до 1519 местното население е почти изцяло избито или откарано в робство на остров Куба.
През 1519 г. организира изпращането на експедицията на Алонсо Алварес де Пинеда, която открива северното крайбрежие на Мексиканския залив от Флорида до устието на река Пануко.

## Експедиционна дейност (1523)
След завоюването на столицата на ацтеките Теночтитлан през 1521 г., Ернан Кортес изпраща в различни направления въоръжени отряди, които да разширят границите на Нова Испания. Сам той се отправя на североизток и покорява страната на ацтеките, живеещи по долината на река Пануко и планината Източна Сиера Мадре. На 50 км от устието на реката той построява крепост и оставя в нея силен гарнизон. За същия район претендира и Франсиско Гарай, опиращ се на правото на първооткривател.
През 1523 г. Гарай възглавява експедиция с хиляда души, натоварени на тринадесет кораба. Жестока морска буря разпилява флотилията, която вместо в устието на Пануко е изтласкана на север в района на лагуната Мадре. Там испанците слизат на брега и начело с Гарай предприемат пеши поход на юг, към река Пануко, а на корабите е заповядано да се придвижват и те на юг. Скоро обаче връзката между сухопътния отряд и корабите е загубена и войниците започват да гладуват. Започват масови грабежи на бедните индиански селища по крайбрежието. Отрядът бързо започва да намалява, тъй като войниците измират от глад и болести, а други на големи групи дезертират, стремейки се по-бързо да се доберат на юг до Веракрус. Една от бандите на Гарай, разграбваща поредното индианско село, е заловена от войниците на Ернан Кортес. Гарай заплашва коменданта на крепостта да освободи войниците, но той му отговаря, че „не заловил войници, а мародери“. Много преди пристигането на Гарай, неговата флотилия, с изключение на два потънали кораба, достига устието на Пануко и моряците доброволно преминават на страната на Кортес. Едва тогава Гарай се помирява с Кортес, който го приема в Мексико с големи почести, обещава да му върне корабите и да му даде опитни офицери и войници за експедиция на север. Скоро обаче Гарай умира на 23 декември 1523 г.
Основното значение от експедицията на Гарай е това, че тя открива западния бряг на Мексиканския залив от 25º с.ш. (лагуната Мадре) до 22º с.ш. (устието на река Пануко).